# Zabikhillo Urinboev
Zabikhillo Urinboev, född 30 mars 1995, är en uzbekisk fotbollsspelare.
Urinboev spelade 2 landskamper för det Uzbekiska landslaget.